# بارکت بکرار
بارکت بکرار (انگلیسی: Barket Bekrar؛ زادهٔ ۱۷ فوریهٔ ۱۹۷۵) بازیکن فوتبال اهل الجزایر است.